# Липовец-Косьцельны (гмина)
Липовец-Косьцельны (пол. Lipowiec Kościelny) — сельская гмина (волость) в Польше, входит как административная единица в Млавский повет, Мазовецкое воеводство. Население — 5144 человек (на 2004 год).

## Демография
| Перепись                       | Всего   | Всего | Женщины | Женщины | Мужчины | Мужчины |
| ------------------------------ | ------- | ----- | ------- | ------- | ------- | ------- |
| Единицы                        | человек | %     | человек | %       | человек | %       |
| Население                      | 5144    | 100   | 2606    | 50,7    | 2538    | 49,3    |
| Плотность населения (чел./км²) | 45      | 45    | 22,8    | 22,8    | 22,2    | 22,2    |

## Сельские округа
1. Добра-Воля
2. Юзефово
3. Кенчево
4. Кремпа
5. Левичин
6. Липовец-Косцельны
7. Ломя
8. Негоцин
9. Парцеле-Ломске
10. Румока
11. Тужа-Мала
12. Тужа-Велька
13. Воля-Кенчевска
14. Завады
15. Борове
16. Цегельня-Левицка

## Соседние гмины
1. Гмина Дзялдово
2. Гмина Илово-Осада
3. Гмина Кучборк-Осада
4. Млава
5. Гмина Шреньск
6. Гмина Виснево